# Masters de París 2024
El Rolex Paris Masters 2024 fue un torneo de tenis masculino que se jugó desde el 28 de octubre hasta el 3 de noviembre de 2024 sobre pista dura. Correspondió a la edición número 53.ª del llamado Masters de París, patrocinado por Rolex. Tuvo lugar en París (Francia).

## Puntos y premios en efectivo

### Distribución del Torneo
| Evento       | G    | F   | SF  | CF  | R16 | R32 | R48 | C  | C2 | C1 |
| Individuales | 1000 | 650 | 400 | 200 | 100 | 50  | 10  | 30 | 16 | 0  |
| Dobles       | 1000 | 600 | 360 | 180 | 90  | 45  | 0   | —  | —  | —  |

### Premios en efectivo
| Evento       | G        | F        | SF       | CF       | R16     | R32     | R48     | C2      | C1     |
| Individuales | €919,075 | €501,880 | €274,425 | €149,685 | €80,065 | €42,935 | €23,785 | €12,185 | €6,380 |
| Dobles       | €310,900 | €162,490 | €85,870  | €47,580  | €26,110 | €14,500 | —       | —       | —      |

## Cabezas de serie
Los cabezas de serie están establecidos al ranking del 21 de octubre.

### Individuales masculino
| N.º | Rank. | Tenista            | Puntos | Puntos por defender | Puntos ganados | Nuevos puntos | Ronda hasta la que avanzó en el torneo                     |
| 1   | 1     | Jannik Sinner      | 11 420 | 90                  | 0              | 11 330        | Baja antes de la segunda ronda.                            |
| 2   | 2     | Carlos Alcaraz     | 7120   | 10                  | 100            | 7210          | Tercera ronda, perdió ante Ugo Humbert [15]                |
| 3   | 3     | Alexander Zverev   | 6805   | 90                  | 1000           | 7715          | Campeón, venció a Ugo Humbert [15]                         |
| 4   | 5     | Daniil Medvédev    | 5230   | 10                  | 10             | 5230          | Segunda ronda, perdió ante Alexei Popyrin                  |
| 5   | 6     | Taylor Fritz       | 4335   | 45                  | 10             | 4300          | Segunda ronda, perdió ante Jack Draper                     |
| 6   | 7     | Andrey Rublev      | 4070   | 360                 | 10             | 3720          | Segunda ronda, perdió ante Francisco Cerúndolo             |
| 7   | 8     | Casper Ruud        | 3855   | 10                  | 10             | 3855          | Segunda ronda, perdió ante Jordan Thompson                 |
| 8   | 9     | Grigor Dimitrov    | 3740   | 600                 | 200            | 3340          | Cuartos de final, perdió ante Karen Khachanov              |
| 9   | 10    | Álex de Miñaur     | 3725   | 180                 | 200            | 3745          | Cuartos de final, perdió ante Holger Rune [13]             |
| 10  | 11    | Stefanos Tsitsipas | 3325   | 360                 | 200            | 3165          | Cuartos de final, perdió ante Alexander Zverev [3]         |
| 11  | 12    | Tommy Paul         | 3180   | 45                  | 10             | 3145          | Primera ronda, perdió ante Adrian Mannarino [WC]           |
| 12  | 14    | Hubert Hurkacz     | 2810   | 180                 | 10             | 2640          | Primera ronda, perdió ante Alex Michelsen                  |
| 13  | 13    | Holger Rune        | 3005   | 180                 | 400            | 3225          | Semifinales, perdió ante Alexander Zverev [3]              |
| 14  | 17    | Frances Tiafoe     | 2585   | 10                  | 10             | 2585          | Primera ronda, perdió ante Giovanni Mpetshi Perricard [WC] |
| 15  | 18    | Ugo Humbert        | 2385   | 45                  | 650            | 2990          | Final, perdió ante Alexander Zverev [3]                    |
| 16  | 16    | Lorenzo Musetti    | 2600   | (25)                | 10             | 2585          | Primera ronda, perdió ante Jan-Lennard Struff              |

#### Bajas masculinas
| Clasif | Jugador        | Puntos Antes | Puntos a defender | Puntos ganados | Puntos después | Baja debido a |
| ------ | -------------- | ------------ | ----------------- | -------------- | -------------- | ------------- |
| 4      | Novak Djokovic | 6210         | 1000              | 0              | 5210           | Descanso.     |

### Dobles masculino
| Tenista                            | Ranking | Preclasificado |
| Marcel Granollers Horacio Zeballos | 2       | 1              |
| Marcelo Arévalo Mate Pavić         | 7       | 2              |
| Rohan Bopanna Matthew Ebden        | 15      | 3              |
| Max Purcell Jordan Thompson        | 15      | 4              |
| Simone Bolelli Andrea Vavassori    | 15      | 5              |
| Wesley Koolhof Nikola Mektić       | 28      | 6              |
| Kevin Krawietz Tim Puetz           | 32      | 7              |
| Harri Heliövaara Henry Patten      | 32      | 8              |

## Campeones

### Individual masculino
Alexander Zverev venció a  Ugo Humbert por 6-2, 6-2

### Dobles masculino
Wesley Koolhof /  Nikola Mektić vencieron a  Lloyd Glasspool /  Adam Pavlásek por 3-6, 6-3, [10-5]